# Wim Luijendijk
W.C. (Wim) Luijendijk (Assen, 2 maart 1950) is een Nederlands politicus van de PvdA. Van 2008 tot 2017 was hij burgemeester van de gemeente Loon op Zand.

## Loopbaan
Rond 1975 kwam hij uit het noorden naar Noord-Brabant en in die periode was hij werkzaam in het volwassenenonderwijs. In 1985 werd Luijendijk directeur van de Stichting Regionaal Educatief Centrum Midden-Brabant. Daarnaast was hij ook actief in de lokale politiek. Vanaf 1986 was hij gemeenteraadslid in Tilburg en van 1992 tot 2002 was hij daar wethouder. In de periode 2003 tot 2007 was Luijendijk gedeputeerde van Noord-Brabant met cultuur, onderwijs en sociaal beleid in zijn portefeuille. Van september 2007 tot april 2008 was hij waarnemend burgemeester van Bergeijk en in oktober van dat jaar werd hij waarnemend burgemeester van Loon op Zand ter tijdelijke vervanging van de zieke Ria van Hoek-Martens. Vanwege die ziekte zou ze niet meer terugkomen en in april 2010 werd Luijendijk daar per Koninklijk Besluit benoemd tot burgemeester. Op 19 april 2016 werd hij herbenoemd als burgemeester voor nog eens zes jaar. Luijendijk heeft per 15 november 2017 ontslag aangevraagd. In november 2017 werd hij in Loon op Zand opgevolgd door Hanne van Aart.